# Galeria Nacional da Noruega

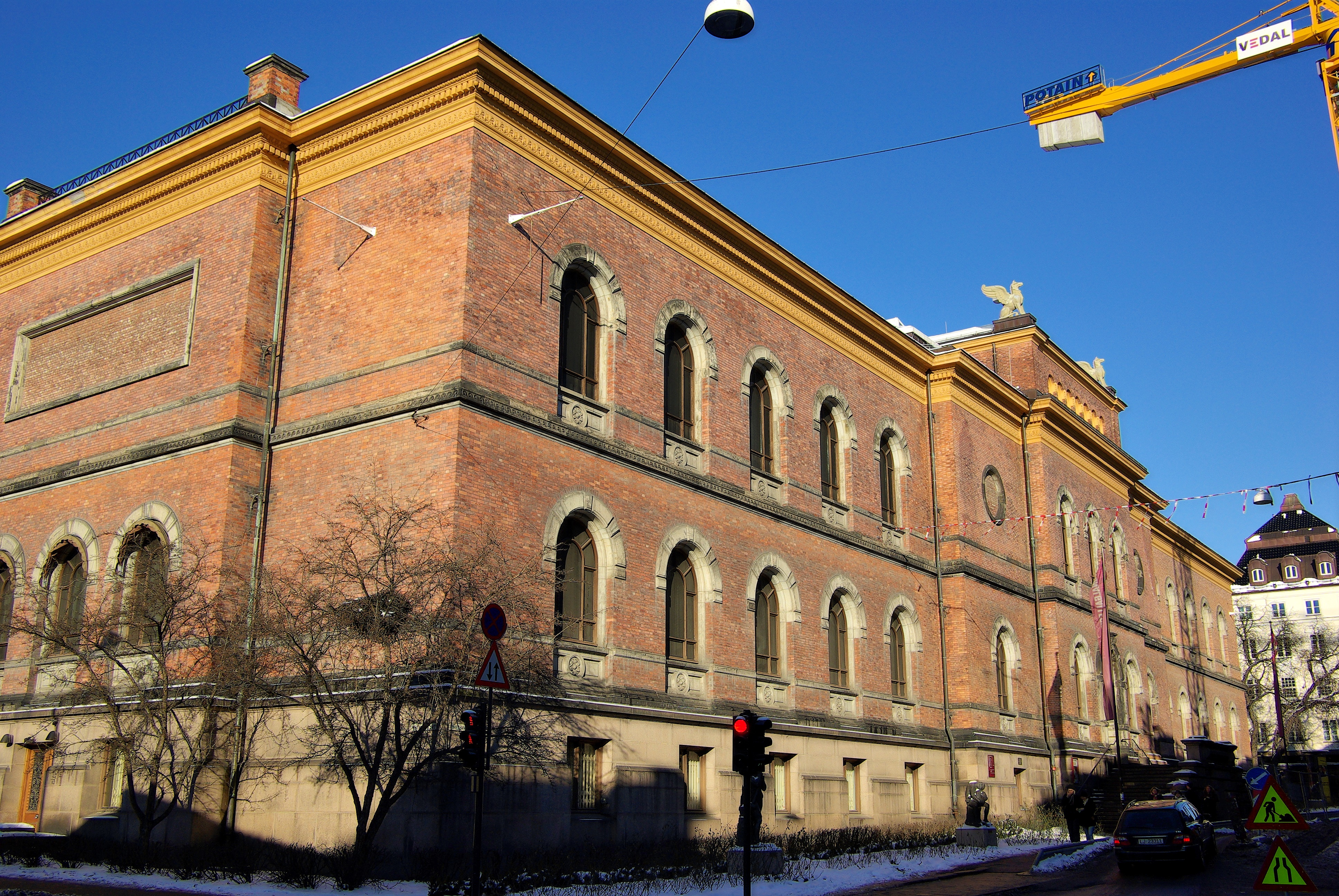
A Galeria Nacional em Oslo, Noruega

A Galeria Nacional (norueguês: Nasjonalgalleriet) é uma galeria em Oslo, Noruega. Desde 2003, é parte administrativa do Museu Nacional de Arte, Arquitetura e Design.
Em 2017, a entrada custou 100 coroas norueguesas.

## História
Foi fundada em 1842, após uma decisão parlamentar de 1836. Originalmente localizado no Palácio Real, em Oslo, ganhou seu próprio museu em 1882, projetado por Heinrich Ernst e Adolf Schirmer. Os nomes anteriores do museu incluem Den norske stats sentralmuseum for billedkunst e de 1903 a 1920 Statens Kunstmuseum. Os diretores incluem Jens Thiis (1908–1941), Sigurd Willoch (1946–1973), Knut Berg (1975–1995), Tone Skedsmo (1995–2000) e Anniken Thue (2001–2003).
O fato de a galeria ter sido erroneamente rotulada como tecnicamente imprópria para pinturas foi relatado em 2013. (Um estudo anterior - sobre os museus - tåleevne) nunca havia concluído sobre o nível de condicionamento físico e o parlamento da Noruega havia sido mal informado sobre conclusões que, na realidade, não existe.)
Em 2016, o preço do ingresso dobrou da noite para o dia.

## Coleção

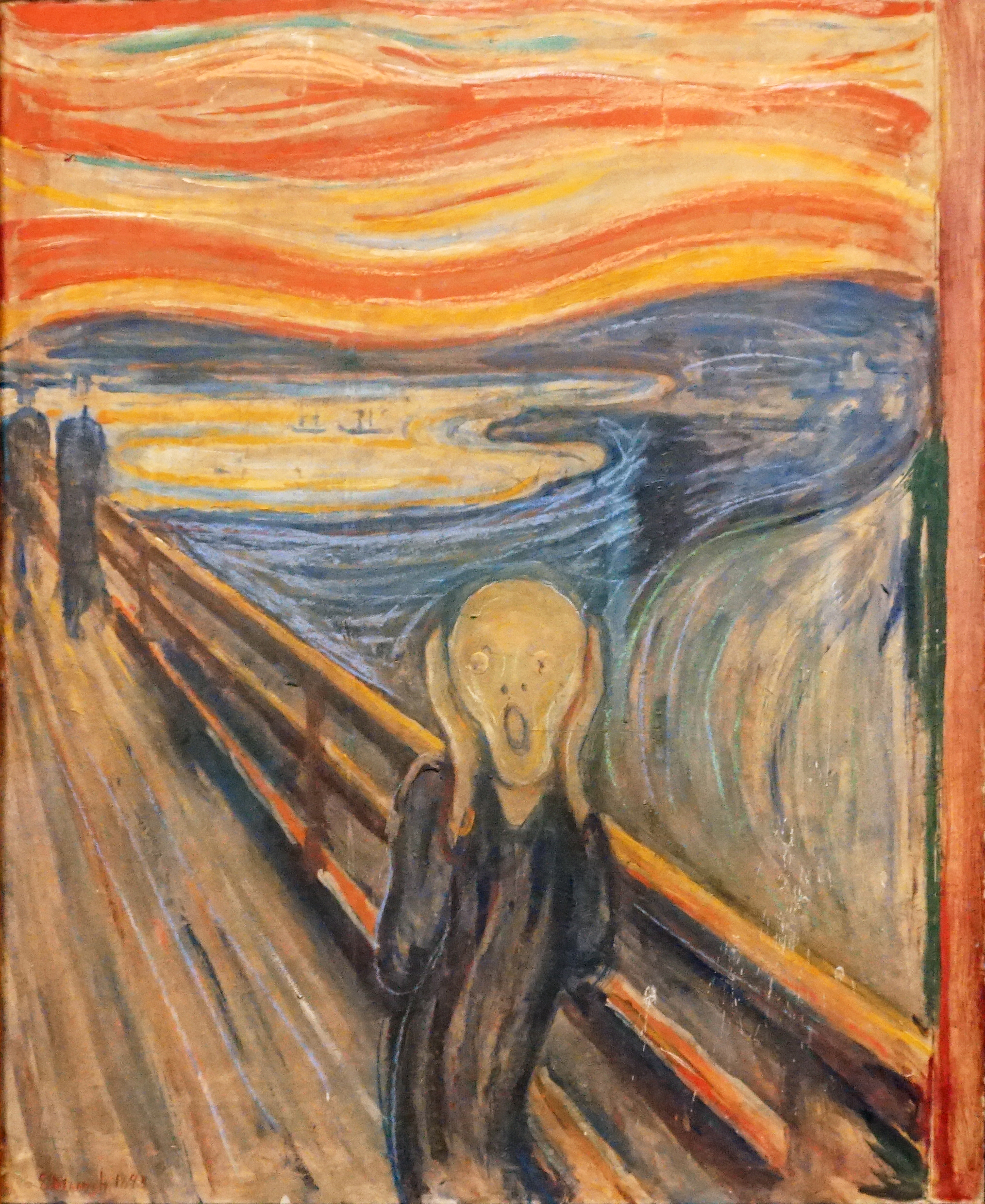
O Grito, 1893 por Edvard Munch

A Galeria inclui peças do escultor Julius Middelthun, pintores Johan Christian Claussen Dahl, Erik Werenskiold e Christian Krohg, além de obras de Edvard Munch, incluindo The Scream e uma versão de sua Madonna.
O museu também tem pinturas antigas de mestres europeus de pintores como El Greco, Lucas Cranach, o Velho (Idade de Ouro), Gaulli (Sacrifício de Noé), Orazio Gentileschi, Artemisia Gentileschi, Andrea Locatelli (Cena Bachannal), Pieter Elinga (Portador de Cartas), Ferdinand Bol, Daniel De Blieck (Interior da Igreja), Jacob van der Ulft (Porto Marítimo), Cornelis Bisschop (Costureira) e Jan van Goyen. Há também pinturas internacionais dos séculos XIX e XX de Armand Guillaumin, Carl Sohn, Auguste Renoir, Claude Monet (Dia Chuvoso, Etretat), Paul Cézanne e Pablo Picasso . Há também pinturas norueguesas de Adolph Tidemand, Hans Gude, Harriet Backer e Lars Jorde.

## Arquitetura
A coleção do museu será transferida para um novo prédio, inaugurado em 11 de Junho de 2022 e reunindo todas as seções da Galeria Nacional, exceto a arquitetura. O arquiteto do novo edifício, que estará localizado em frente ao porto e parte do empreendimento Fjordbyen, é a empresa alemã Kleihues + Kleihues (de).